# Кирилюк, Виктор Васильевич

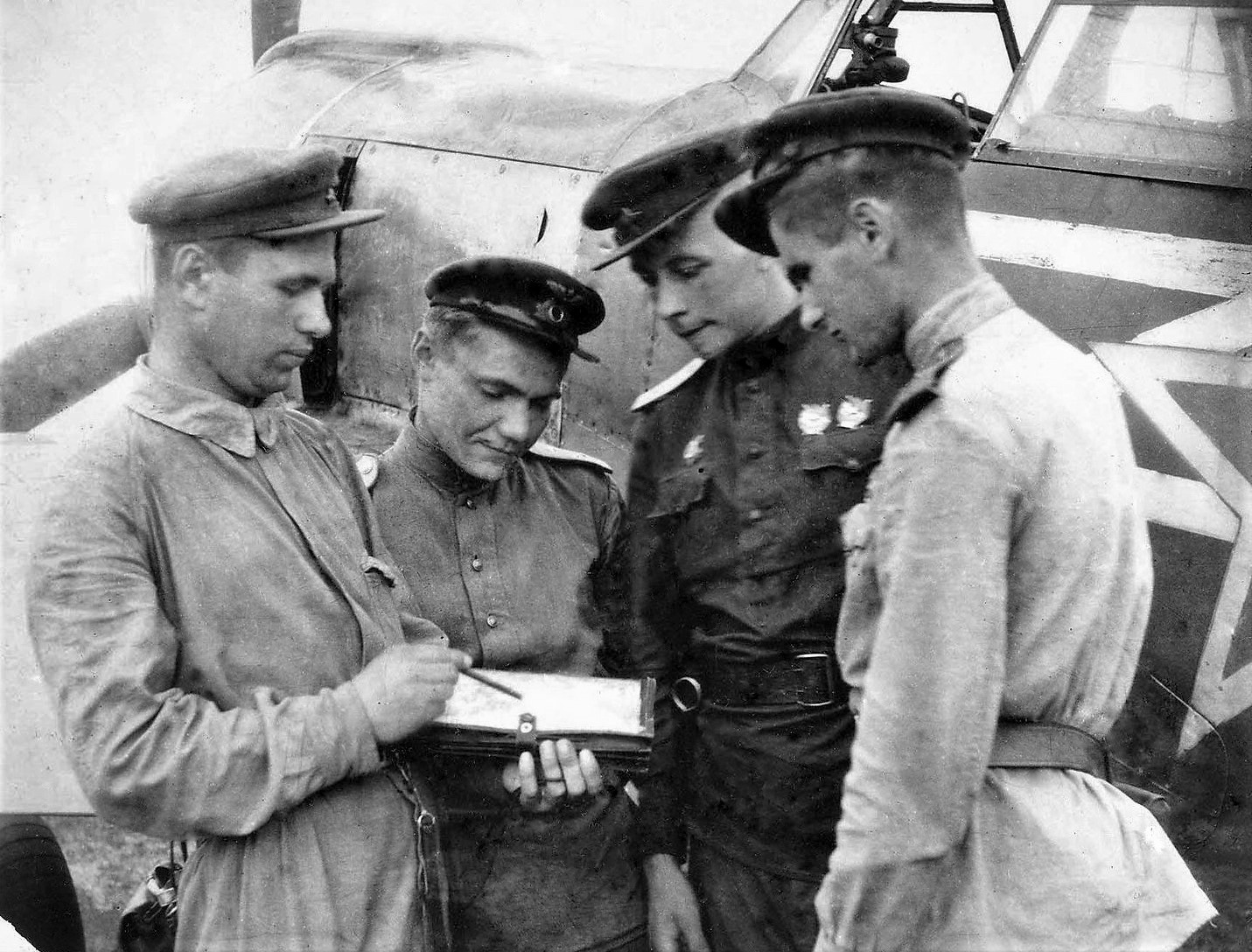
Лётчики 1-й эскадрильи 31-го ИАП. Слева направо: командир эскадрильи старший лейтенант Н. М. Скоморохов, лейтенант Б. С. Горьков, лейтенант В. В. Кирилюк и лейтенант В. И. Калашонок. Осень 1944

Виктор Васильевич Кирилюк (2 апреля 1923, дер. Большие Тураи, Притыкинская волость, Оханский уезд, Пермская губерния; ныне не существует — 27 сентября 1988) — лётчик-истребитель, в возрасте 22 лет ставший самым молодым истребителем-асом, одержавшим в воздухе более 30 официальных побед.

## Биография
Виктор Васильевич Кирилюк родился 2 апреля 1923 года в деревне Большие Тураи. Окончил 9 классов в уральском городе Талице и аэроклуб. С 1941 года в Красной Армии. Окончил Батайскую военную авиационную школу лётчиков (1942).
С января 1943 года служил в 164-м истребительном авиационном полку 295-й истребительной авиационной дивизии, в котором служили такие истребители-асы, как Султан-Галиев, А. Володин, И. Новиков. Позднее Н. Краснов взял его в свою отдельную эскадрилью «охотников». С конца 1944 года, после расформирования эскадрильи, Кирилюк воевал в полку Г. Онуфриенко.
Первые боевые вылеты Кирилюк провёл на ЛаГГ-3 в январе 1943 года в возрасте 18-ти лет. Воевал на Северном Кавказе, над Днепром, освобождал Украину, Румынию, Болгарию, Венгрию, Австрию.
11 августа 1943 года над Северским Донцом шестёрка Ла-5, ведомая Кирилюком, атаковала большую группу вражеских бомбардировщиков, смешала неприятельские порядки и сбила несколько машин. Его самолёт получил тяжёлые повреждения — были разбиты руль глубины и элерон. Выйдя из схватки и приземлившись на расположенном недалеко своём аэродроме, он вновь поднялся в воздух на другой боеготовой машине и сбил ещё один Ю-87.
Трижды в воздушных боях Кирилюк одерживал двойные победы и однажды — тройную. Свои последние боевые вылеты провёл над Веной.
Войну закончил старшим лейтенантом, заместителем командира эскадрильи 31-го иап. За время войны провёл 620 боевых вылетов, из них 600 на Ла-5, в 130 воздушных боях одержал 32 личные и 9 групповых побед. Среди лично сбитых: Ю-88, Do-217, Ю-52, 5 Ю-87, 18 Ме-109, 5 Fw-190, Хш-126. По данным М. Ю. Быкова, подтверждены 29 личных и 1 групповая победы аса
После войны служил в ВВС. Летал на реактивных машинах. Окончил Высшие офицерские курсы ВВС в Липецке (1949). В 1958 году был уволен в запас в возрасте 35 лет в звании подполковника. Жил и работал Талице.

## Награды
- Герой Советского Союза (23 февраля 1945);
- 2 ордена Ленина;
- 5 орденов Красного Знамени;
- орден Александра Невского;
- 2 ордена Отечественной войны I степени;
- орден Красной Звезды;
- медали;
- орден Партизанской звезды 1-й степени (Югославия).